# هو یا
هو یا (انگلیسی: Hu Jia; زاده ۲۵ ژوئیهٔ ۱۹۷۳) فعال حقوق بشر اهل چین است. وی از سال ۲۰۱۴ میلادی تاکنون مشغول فعالیت بوده‌است. کار او بر روی جنبش دموکراسی چین، جنبش چینی زیست‌گرایی یا دفاع از محیط زیست و کمک به ویروس اچ‌آی‌وی در جمهوری خلق چین متمرکز شده‌است. هو یا مدیر میراث چهارم ژوئن است. پس از آنکه رهبران روستایی در چندین استان چین بیانیه‌ای را صادر کردند و خواستار حقوق زمین‌های خود شدند زیرا به خاطر اعمال سیاست زمین در چین و فساد، اموال آنان توقیف شده‌بود، این تصمیم هو یا منجر به دستگیری و حبس وی شد، زندانی شدن هو یا از سوی رهبران روستایی در چندین استان چین مورد توجه قرار گرفت. در سوم آوریل ۲۰۰۸ او به ۵ سال زندان محکوم شد. هو یا پس از اینکه در مارس ۲۰۰۸ به اتهام «براندازی حکومت مرکزی» و تحریک کردن مردم اقرار کرد، محاکمه شد. محاکمه و بازداشت او توجهات بین‌المللی را به خود جلب کرد و هو یا به عنوان زندانی سیاسی شناخته شده مورد حمایت عفو بین‌الملل قرار گرفت. در نهایت هو در ۲۶ ژوئن ۲۰۱۱ آزاد شد.
در دسامبر ۲۰۰۸ پارلمان اروپا هو یا را به عنوان برندهٔ جایزه ساخاروف برای آزادی اندیشه معرفی کرد. به هو در ۲۱ آوریل ۲۰۰۸ عنوان شهروند افتخاری پاریس اعطا شد.

## زندگی‌نامه
والدین هو یا از دانشجویان دانشگاه چینهوا در پکن و دانشگاه نانکای در تیانجین در سال ۱۹۵۷ بودند، والدین هو در هنگام جنبش ضد راستگرایی در زمان مائو تسه‌تونگ به لحاظ سیاسی به عنوان عناصر راست برچسب خوردند. پس از آن برای زندگی به مناطق دوردست در گانسو و هونان مهاجرت کرده کار می‌کردند و اغلب مجبور بودند تا سال ۱۹۷۸ با یکدیگر زندگی کنند، هنگامی که دنگ شیائوپینگ به قدرت رسید، برچسب سیاسی علیه آن‌ها لغو شد. در سال ۱۹۹۶ هو یا از دانشکده اقتصاد پکن در رشته مهندسی اطلاعات فارغ‌التحصیل شد (دانشگاه اقتصاد و تجارت)، در ژانویه ۲۰۰۶، هو با (Zeng Jinyan) زنگ جینیان ازدواج کرد و اکنون یک دختر دارد. زنگ که جزو ۱۰۰ تن از قهرمانان و پیشگامان مجله تایم برای وبلاگ‌نویسی شده بود. در فوریه ۲۰۰۸ دستگیر گردید. او برای نشان دادن ابراز خشم خود از چین به عنوان میزبان بازی‌های المپیک تابستانی ۲۰۰۸ تحت نظر قرار گرفت و باتفاق همسر و دخترش در حصر خانگی به سر بردند و توسط وزارت امنیت کشور جمهوری خلق چین و وزارت امور خارجه مورد آزار و اذیت و آزار نیز قرار گرفتند؛ تا اینکه یک روز قبل از مراسم افتتاحیه در پکن ناپدید شدند. هو به آیین بودایی و بودیسم تبتی یا لامایی شاخه‌ای از مذهب بودایی اعتقاد دارد. او شروع به تمرین بودیسم پس از شورش‌های دانشجویی کرد.